# St. Martin (Staufen im Breisgau)

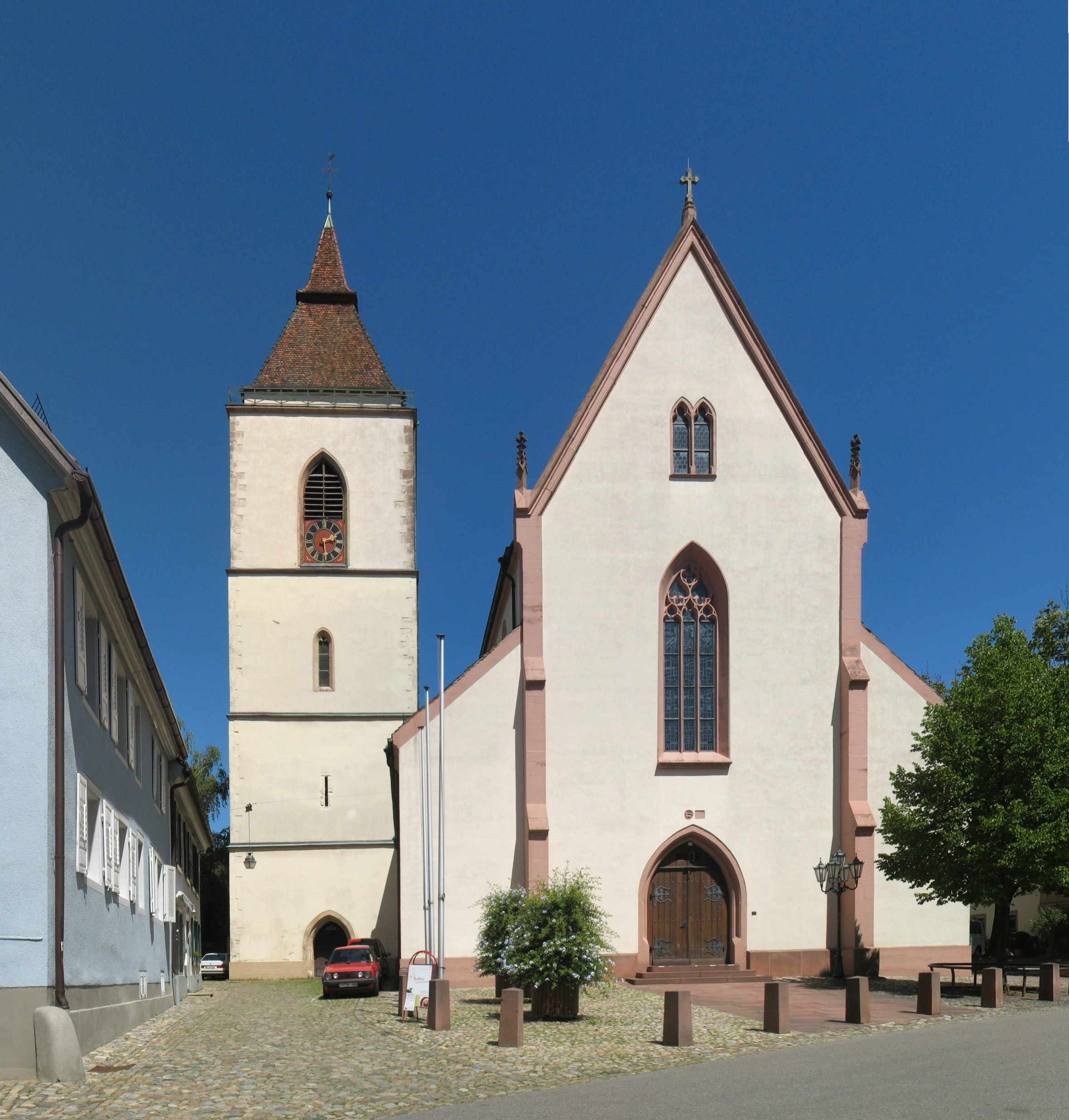
St. Martin in Staufen

Die römisch-katholische Pfarrkirche St. Martin steht in Staufen im Breisgau, einer Stadt im Landkreis Breisgau-Hochschwarzwald in Baden-Württemberg. Die Kirchengemeinde gehört zum Dekanat Breisach-Neuenburg im Erzbistum Freiburg. Das Bauwerk ist beim Landesamt für Denkmalpflege Baden-Württemberg als Baudenkmal eingetragen.

## Geschichte

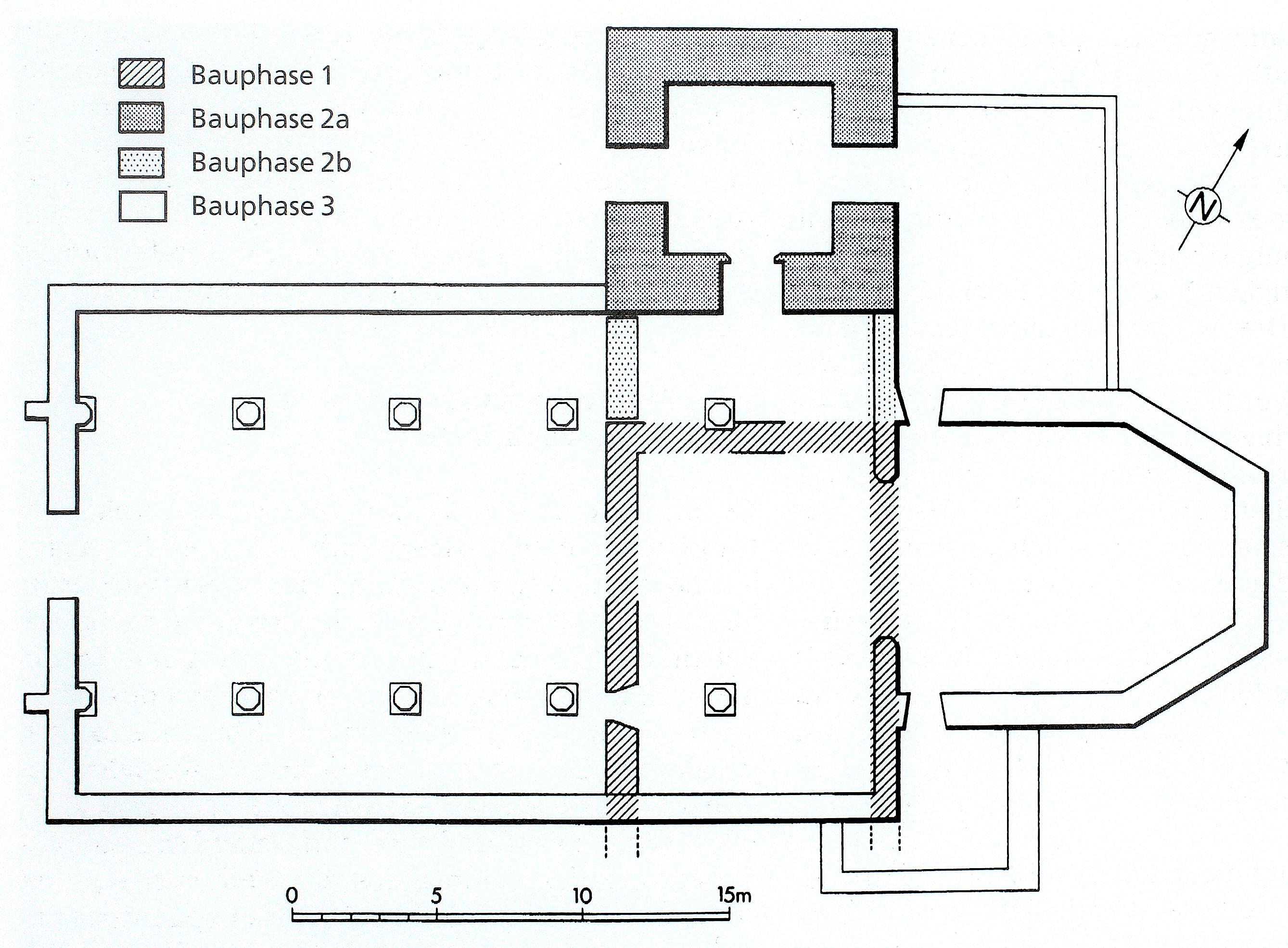
Grundriss, Bauphasen

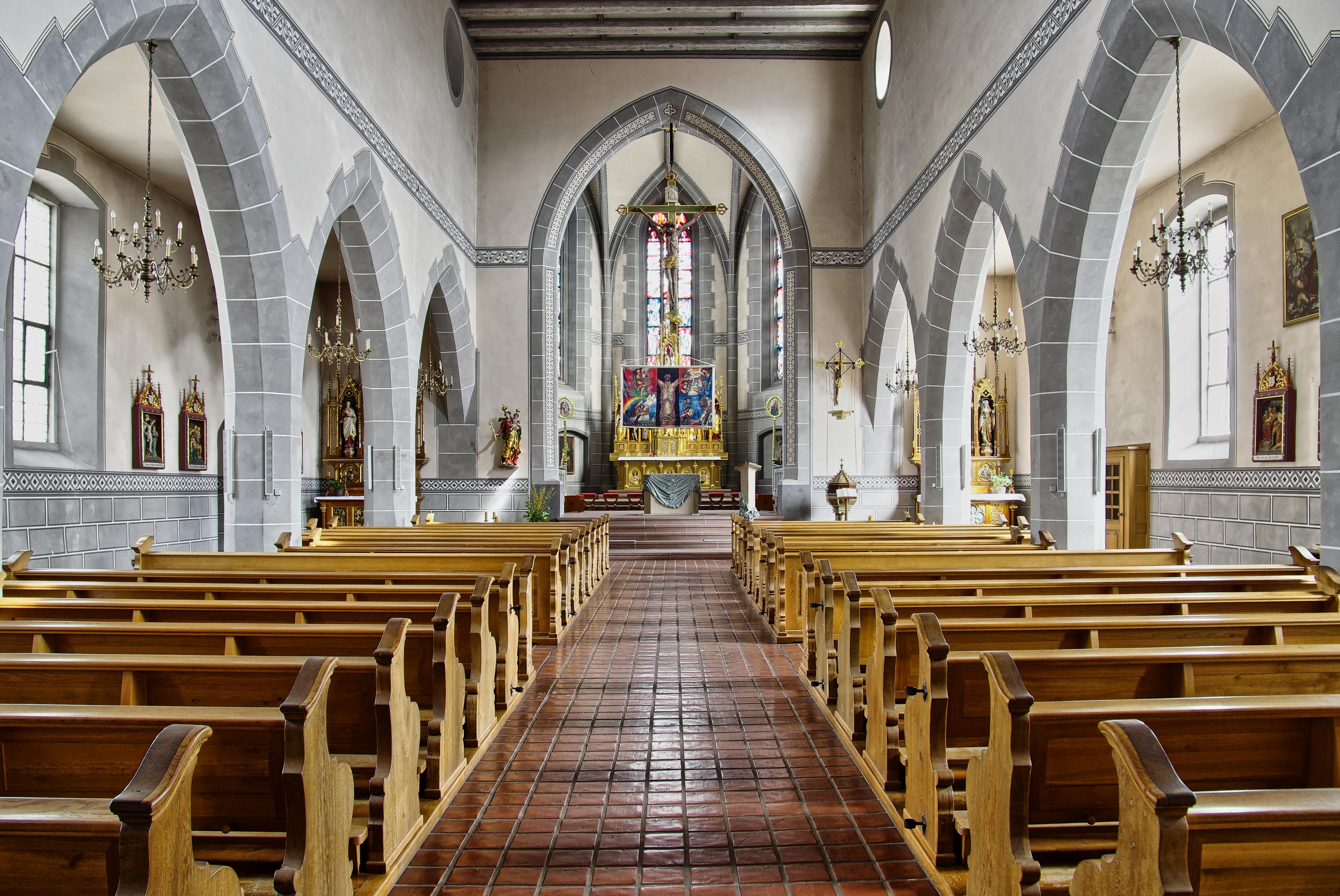
Innenraum

Schon im Frühmittelalter gab es in Staufen eine Kirche. An der Wende von 13. zum 14. Jahrhundert wurde an diese der noch heute bestehende Kirchturm angebaut. Ende des 15. Jahrhunderts wurde das Langhaus abgerissen und um 90 Grad gedreht durch ein neues in Form einer spätgotischen Basilika ersetzt. 1518 wurde die Kirche geweiht. 
Bei einem Kirchenbrand 1690 gingen große Teile des Inventars verloren, einige Kunstwerke blieben aber erhalten. In den Jahren 1698 bis 1702 wurde die Kirche neu aufgebaut und 1738 erneut geweiht. 1783 wurde das Gebäude renoviert.
1870 bis 1879 wurde die Kirche im neugotischen Stil umgestaltet. Bei einer Kirchenrenovierung 1956 wurde der ursprüngliche Raumcharakter wieder hergestellt. Bei der Restaurierung 1989/90 wurde dann aber die neugotische Kirchenausstattung wieder hergestellt. 

## Beschreibung
Das Kirchengebäude besteht aus einem Mittelschiff und zwei Seitenschiffen. Der Kirchturm mit Pyramidenhelm, der im obersten Geschoss die Turmuhr und den Glockenstuhl beherbergt, ist an den vorderen Teil des linken Seitenschiffs angelehnt. An das Mittelschiff ist im Nordosten der eingezogene, dreiseitig geschlossene Chor mit steilem Satteldach angebaut.

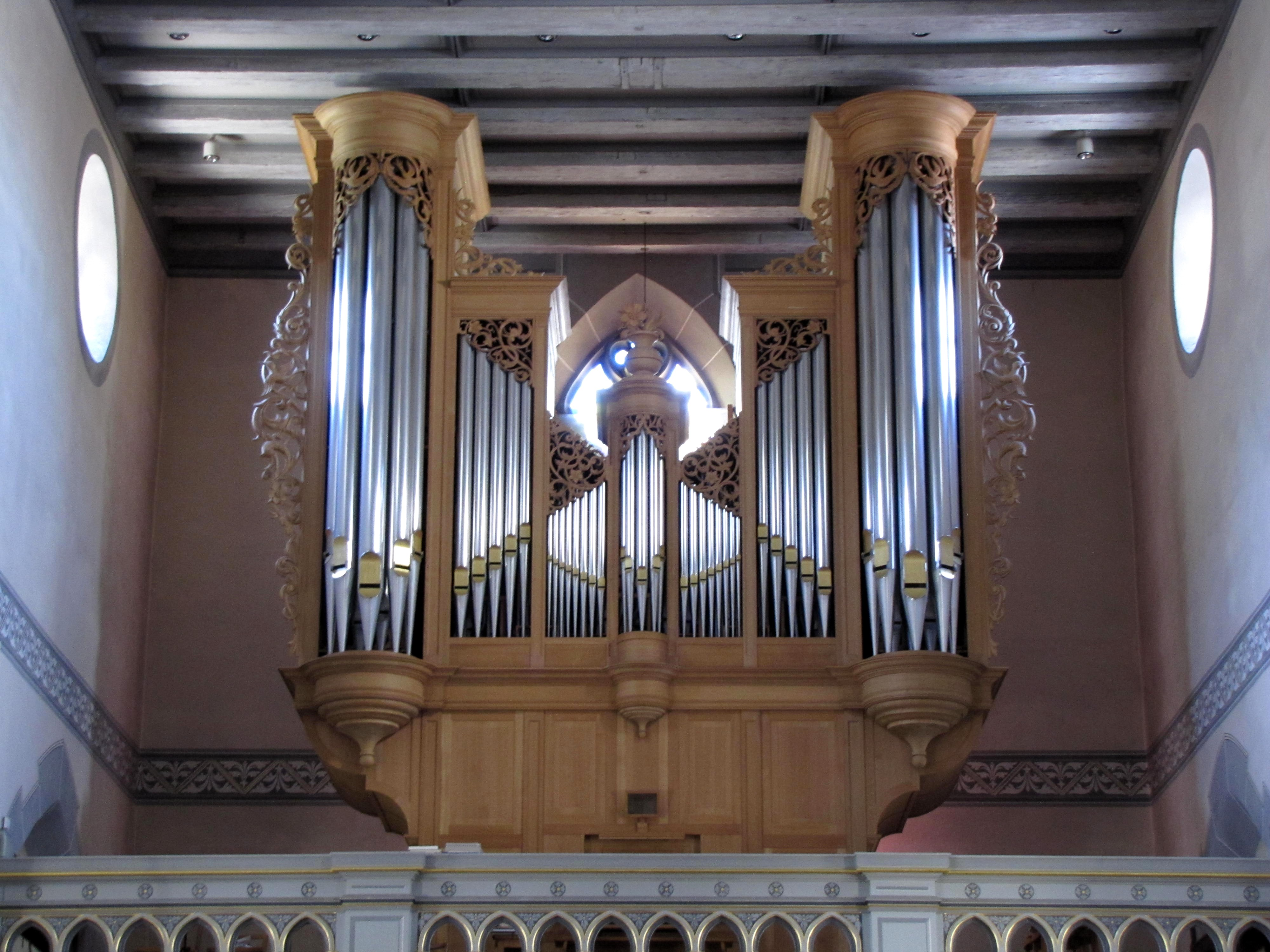
Orgel

Das Kruzifix über dem Zelebrationsaltar und die Anna selbdritt werden Hans Sixt von Staufen zugeschrieben. Der Altar selbst und das Lesepult wurden 1996/97 von Klaus Ringwald geschaffen. 
Die Orgel auf der Empore im hinteren Teil der Kirche wurde 1994 als Opus 581 von der Metzler Orgelbau errichtet. Das Werk verfügt über 29 klingende Register auf zwei Manualen und Pedal. Es ersetzte eine Orgel mit 28 Registern der Manufaktur Mönch Orgelbau (Überlingen) aus dem Jahr 1954.

## Glocken
Die Staufener Martinskirche verfügt mit acht Kirchenglocken aus Bronze über ein relativ großes Glockengeläut. Neben drei historischen Glocken, die 1686 von Hans Jacob Grieshaber aus Waldshut gegossen wurden, hängen im Glockenstuhl fünf Glocken der Karlsruher Glocken- und Kunstgießerei aus dem Jahr 1988. Die Glockenzier dieser Glocken gestaltete der Künstler Emil Wachter.
| Glocke | Gussjahr | Gießer                                | Durchmesser | Gewicht | Schlagton |
| ------ | -------- | ------------------------------------- | ----------- | ------- | --------- |
| 1      | 1988     | Karlsruher Glocken- und Kunstgießerei | 1665 mm     | 2590 kg | H°-4      |
| 2      | 1988     | Karlsruher Glocken- und Kunstgießerei | 1390 mm     | 1560 kg | d′-5      |
| 3      | 1988     | Karlsruher Glocken- und Kunstgießerei | 1213 mm     | 1260 kg | e′-3      |
| 4      | 1686     | Hans Jacob Grieshaber, Waldshut       | 1140 mm     | 1010 kg | fis′-3    |
| 5      | 1686     | Hans Jacob Grieshaber, Waldshut       | 1030 mm     | 686 kg  | g′+1      |
| 6      | 1686     | Hans Jacob Grieshaber, Waldshut       | 930 mm      | 500 kg  | a′±0      |
| 7      | 1988     | Karlsruher Glocken- und Kunstgießerei | 822 mm      | 402 kg  | h′-4      |
| 8      | 1988     | Karlsruher Glocken- und Kunstgießerei | 716 mm      | 256 kg  | d″-1      |